# Artturi Ranta
Jaakko Artturi Ranta, född 26 februari 1897 i Ylivieska, död 16 maj 1975 i Imatra, var en finländsk företagsledare och ämbetsman. 
Ranta, som var son till banarbetaren Juho Jaakko Ranta och Kustaava Mattila var andre direktör vid andelslaget Mäki-Matti i Jyväskylä 1926–1930, verkställande direktör vid Kemin Osuuskauppa 1930–1943, social biträdande stadsdirektör i Tammerfors 1943–1948, köpingsdirektör i Imatra 1948–1955 och landshövding i Kymmene län 1955–1965. Han var ordförande i stadsfullmäktige i Kemi 1936–1943.